# Yoduro de cadmio
El yoduro de cadmio es un compuesto químico inorgánico que está constituido por cadmio y yodo cuya fórmula química es CdI2. Destaca por su estructura cristalina, típica de compuestos de la forma MX2 con fuertes efectos de polarización.

## Estructura cristalina
En el yoduro de cadmio, los aniones de yoduro forman una disposición hexagonal compacta mientras que los cationes de cadmio llenan todos los sitios octaédricos en capas alternas. La estructura resultante consiste en una celosía en capas. Esta misma estructura básica se encuentra en muchas otras sales y minerales. El yoduro de cadmio está principalmente unido iónicamente pero con carácter covalente parcial.
La estructura cristalina del yoduro de cadmio es el prototipo en el que se pueden considerar que se basan las estructuras cristalinas de muchos otros compuestos. Los compuestos con cualquiera de las siguientes características tienden a adoptar la estructura CdI2:
- Yoduros de cationes de polarización moderada; bromuros y cloruros de cationes fuertemente polarizantes
- Hidróxidos de dicaciones, es decir, compuestos con la fórmula general M(OH)2
- Sulfuros, seleniuros y telururos (calcógenos) de tetracationes, es decir, compuestos con la fórmula general MX2, donde X = S, Se, Te

## Preparación
El yoduro de cadmio se prepara mediante la adición de cadmio metálico, o su óxido, hidróxido o carbonato al ácido yodhídrico.
Además, el compuesto se puede preparar calentando cadmio con yodo a altas temperaturas.
{\displaystyle \mathrm {Cd+I_{2}\longrightarrow CdI_{2}} }
También se puede producir haciendo reaccionar sulfato de cadmio con yoduro de potasio.
{\displaystyle \mathrm {CdSO_{4}+2\ KI\longrightarrow CdI_{2}+K_{2}SO_{4}} }

## Aplicaciones
El yoduro de cadmio se utiliza como reactivo para la detección de alcaloides y ácido nitroso, así como en la producción de pinturas luminosas y en la electrólisis de cadmio. También se utiliza en procesos fotográficos como el ferrotipo.